# Reitnau
Reitnau est une commune suisse du canton d'Argovie dans le district de Zofingue. Le 1er janvier 2019, elle absorbe la commune d'Attelwil.

Photo aérienne (1953).